# Гавалас, Аргирис
Аргирис Гавалас (дата и место рождения неизвестны — 1998, Лимасол, Кипр) — греческий футболист, футбольный судья и тренер. Известен как первый главный тренер сборной Кипра.

## Биография
В качестве футболиста выступал за греческий «Панатинаикос».
В 1932 году переехал на Кипр, где стал главным тренером клуба АЕЛ (Лимасол), в котором проработал 22 года. За время работы с АЕЛ, Гавалас воспитал большое количество талантливых футболистов, а также дважды выиграл с командой чемпионат и трижды Кубок Кипра. В 1954 году покинул АЕЛ из-за разногласий с руководством. В 1956 возглавил недавно созданный «Аполлон» (Лимасол), который тренировал до 1962 года.
Помимо работы в клубах, Гавалас также тренировал формировавшиеся время от времени сборные команды Кипра. В 1960 году он был назначен главным тренером на первый официальный матч сборной Кипра против сборной Израиля, который был сыгран 13 ноября и завершился со счётом 1:1. 27 ноября Кипр уступил Израилю в ответной встрече 1:6 и завершил борьбу за выход на чемпионат мира 1962. Под его руководством сборная Кипра провела 13 матчей и одержала две победы в товарищеских встречах с Грецией и Ливаном. Гавалас возглавлял сборную на протяжении 7 лет и покинул свой пост в 1967 году. До сих пор он является рекордсменом по количеству лет у руля команды.
Также Гавалас был футбольным судьёй. Он был главным арбитром трёх финалов Кубка Кипра в 1947, 1949 и 1950 годах.

## Достижения
АЕЛ Лимасол
- Чемпион Кипра (2): 1940/1941, 1952/1953
- Обладатель Кубка Кипра (3): 1938/1939, 1939/1940, 1947/1948
- Обладатель Суперкубка Кипра (1): 1953